# 瑞山宋氏
瑞山宋氏（ソサンソンし、서산송씨）は、朝鮮の氏族の一つ。本貫は忠清南道瑞山市である。2015年の調査では、2,119人である。
始祖は、中国京兆郡出身で唐で戸部尚書を務めた宋柱殷の子孫の宋文翊である。
宋文翊は、高麗忠烈王代に瑞山君に封ぜられ、宋文翊の子孫が瑞山を本貫にして瑞山宋氏を創始した。

## 集姓村
- 仁川広域市江華郡仏恩面斗雲里
- 仁川広域市中区雲西洞、雲北洞
- 仁川広域式中区乙旺洞
- 京畿道華城市飛鳳面両老里
- 京畿道華城市松山面龍浦里
- 京畿道龍仁市処仁区二東面卯峰里
- 忠清北道清原郡玉山面佳楽里
- 忠清北道清原郡玉山面烏山里[2]